# Dominique Goult
Dominique Goult est un réalisateur français né en 1947.

## Biographie
Dominique Goult, réalisateur de plusieurs films pornographiques sous le pseudonyme de Richard Stephen au cours des années 1970, est connu pour son long métrage Haine, interprété notamment par Klaus Kinski et Maria Schneider, sorti en 1980.

## Filmographie
Pornographique
- 1977 : Les Monteuses
- 1977 : Les Queutardes
- 1978 : Partouzes perverses
- 1978 : Lèvres gloutonnes

Traditionnel
- 1980 : Haine